# Забърчани
Забърчани (на македонска литературна норма: Забрчани; на албански: Zabërçani) е село в община Долнени на Северна Македония.

## География
Разположено е в североизточния край на Прилепското поле, в южното подножие на планината Бабуна на около 4 километра източно от общинския център Долнени и на 14 километра от Прилеп.

## История
В XIX век Забърчани е село в Прилепска каза на Османската империя. „Етнография на вилаетите Адрианопол, Монастир и Салоника“, издадена в Константинопол в 1878 година и отразяваща статистиката на населението от 1873 година Запърчани е посочено два пъти – веднъж като Запришани (Zaprichani) с 26 домакинства и 128 жители българи и втори път като Запърчани (Zaprtchani) като село с 49 домакинства и 232 жители българи, но второто е объркано с Вепърчани.
Според статистиката на Васил Кънчов („Македония. Етнография и статистика“) от 1900 година Запърчени е населявано от 130 жители българи християни.
На Етнографската карта на Битолския вилает на Картографския институт в София от 1901 година Забърчани е чисто българско село в Прилепската каза на Битолския санджак с 14 къщи.
В началото на XX век цялото население на селото е под върховенството на Българската екзархия. По данни на секретаря на екзархията Димитър Мишев („La Macédoine et sa Population Chrétienne“) в 1905 година в Забърчани (Zabartchani) има 80 българи екзархисти.
При избухването на Балканската война в 1912 година 3 души от Запърчани са доброволци в Македоно-одринското опълчение. През войната селото е окупирано от сръбски части и след Междусъюзническата война в 1913 година селото остава в Сърбия.
В 1961 година Забърчани има 243 жители. В 1994 година броят им намалява на 85 жители – всички македонци.
В 1987 година е изградена гробищната църква „Свети Атанасий“.

## Личности
Родени в Забърчани
- Апостол Диме, „укривател и водач на българските бунтовници“, арестуван през август 1903 година, осъден на 7 години каторга, заточен в Диарбекир, амнистиран с общата амнистия от 12 април 1904 година[8]
- Мице Яким, „укривател и водач на българските разбойници“, арестуван през август 1903 година, осъден на 15 години каторга, заточен в Диарбекир, амнистиран с общата амнистия от 12 април 1904 година[9]
- Стойко Здравен, македоно-одрински опълченец, 20-годишен, 3 рота на 6 охридска дружина[10]
- Тале (Трайчо) Огнянов, македоно-одрински опълченец, 28 (40)-годишен, работник, 4 и Нестроева рота на 4 рота битолска дружина[11]
- Яким Тодоров, македоно-одрински опълченец, 20-годишен, работник, 2 рота на 4 битолска дружина, носител на орден „За храброст“[12]